# Кир (Сирия)

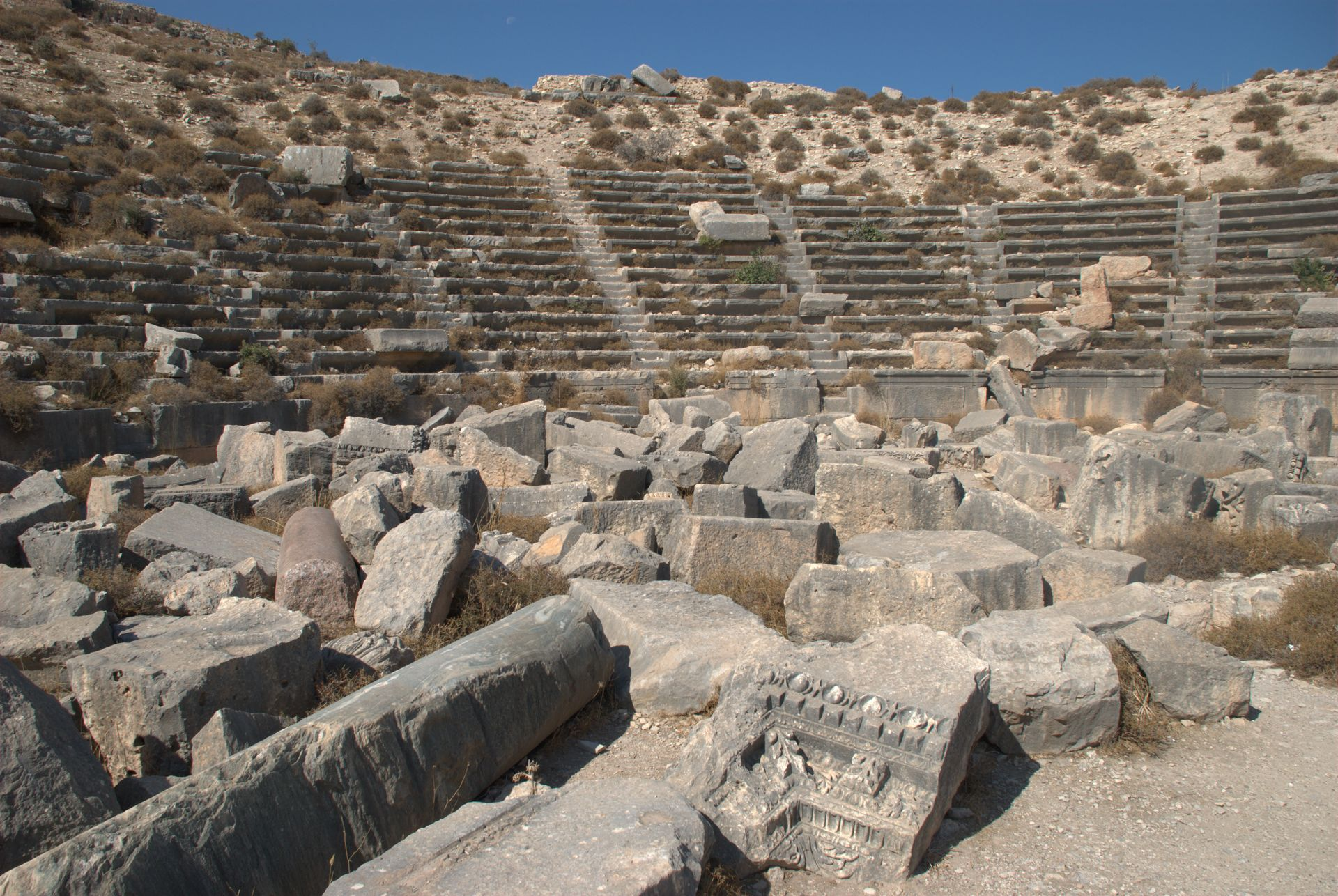
Кирский амфитеатр диаметром 115 м — один из крупнейших римских амфитеатров на территории нынешней Сирии.

Кир, реже Кирр (др.-греч. Κύρρος, лат. Cyrrhus, араб. حوروس‎, Неби-Хури) — античный город в северной Сирии, на пути из Антиохии в Зевгму. Был назван в честь одноимённого македонского города; по распространённой легенде (начиная с VI века) — в честь персидского царя Кира.

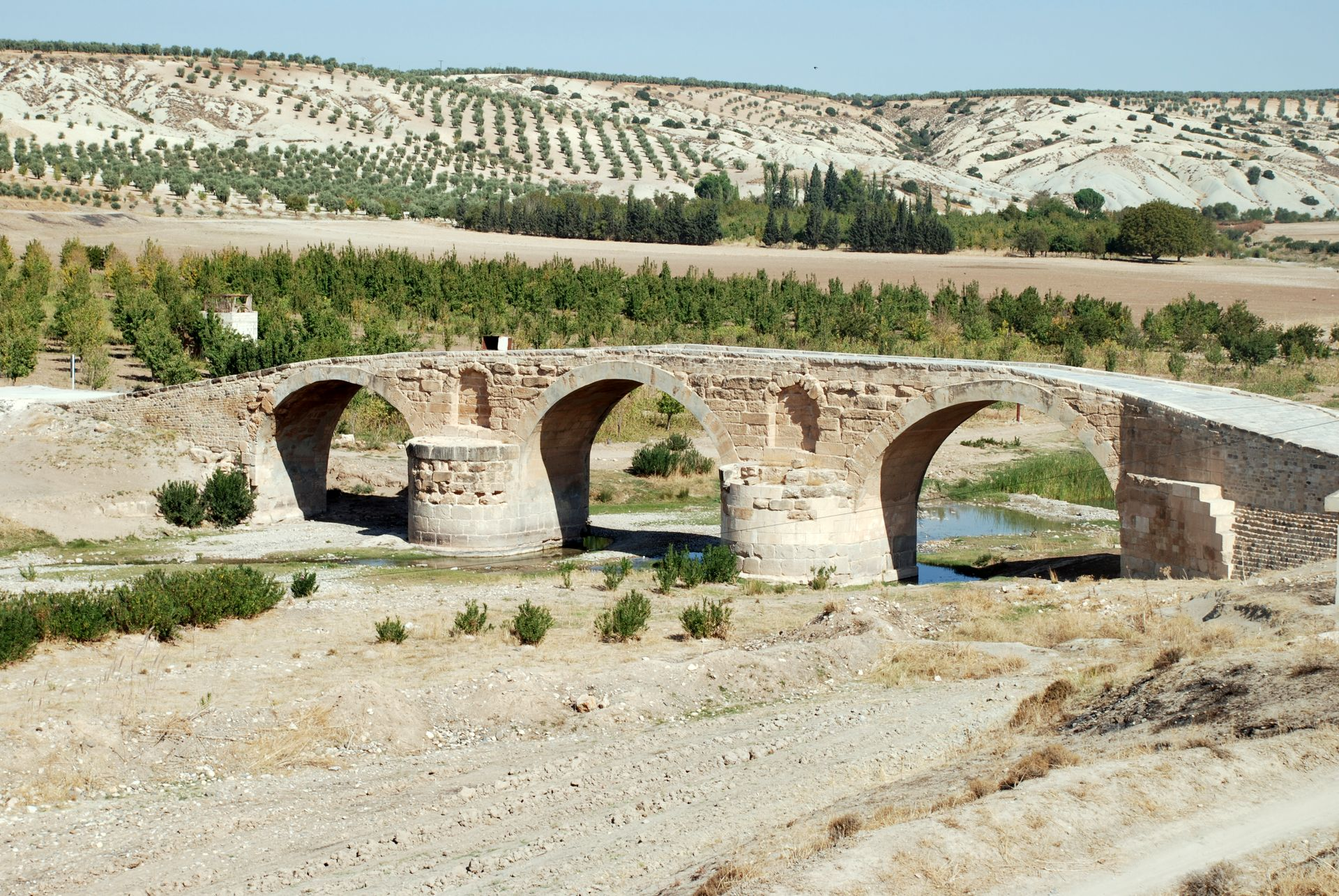
Римский мост в Кире (ныне Неби-Хури), через реку Африн (постройка III века н. э.)

## Местоположение
Руины Неби-Хури лежат среди оливковых рощ в 70 км к северо-западу от Алеппо и в 28 км к северу от Аазаза, вблизи границы с Турцией. Ближайший населённый пункт, деревня Dayr Sawwan, находится на расстоянии 6 км от археологического места. В двух километрах от него сохранились два моста римской постройки III века н. э. — ближайший, пересекающий реку Сабун, обозначал восточную границу античного города, второй мост был построен через реку Африн.

## История
Кир был основан македонским полководцем Антигоном I Одноглазым около 300 года до н. э., либо в начале III века до н. э. Селевкидами. В 64 году до н. э. Кир был завоёван Гнеем Помпеем и был устроен как форпост для борьбы римлян с парфянами. Сасаниды разграбили Кир в 256 году н. э. В позднеантичные времена в Кире почитались мощи мучеников Космы и Дамиана. Город расцвёл в эпоху Византийской империи, став центром провинции Киррестика со своим епископом. При Феодорите Кирском Кир стал любимым местом паломничества. Несмотря на укрепление, предпринятое Юстинианом I в VI веке, город пал под натиском арабов в 637 году. Во времена Крестовых походов вплоть до 1150 года Кир был частью Эдесского графства. В 1150 году город был завоёван сельджукским атабеком Нур ад-Дин Махмудом. Под властью зангидских атабеков город постепенно пришёл в упадок и был оставлен жителями. От православных храмов ныне сохранились руины, которые не поддерживаются как музейные артефакты.
Археологические раскопки в Кире велись в 1952—1993 годах группой французских археологов под руководством Эдмона Фрезуля.

## Епископы Кирские
- Сириций (325—341)
- Авгарий (341—359)
- Астерий (359—381)
- Исидор (381—423)
- Феодорит (423—457)
- Иоанн I (475—484)
- Сергий I (512—532) монофизит

## Сиро-яковитские епископы
- Иоанн II (630)
- Вакх (793)
- Соломон (798—817)
- Сергий II (817—818)
- Авраам (818—845)
- Илия (845)
- Аарон (845—846)
- Исаак I (846—873)
- Сергий III (878—883)
- Гавриил (897—909)
- Исаак II (909—922)
- Кириак (922—935)
- Иоанн III (965—985)
- Андрей (985—1003)
- Кирилл (1003—1030)

## Знаменитые жители
- Авидий Кассий (ок. 130-175) —  римский военачальник и узурпатор
- Феодорит Кирский (ок. 383-457) — византийский богослов, епископ Кира